# فرن پیندا
فرن پیندا (انگلیسی: Fran Pineda؛ زادهٔ ۲۳ مارس ۱۹۸۸) بازیکن فوتبال اهل اسپانیا است.
از باشگاه‌هایی که در آن بازی کرده‌است می‌توان به باشگاه فوتبال مغرب تطوان و باشگاه فوتبال خرز اشاره کرد.